# Латвійський лат

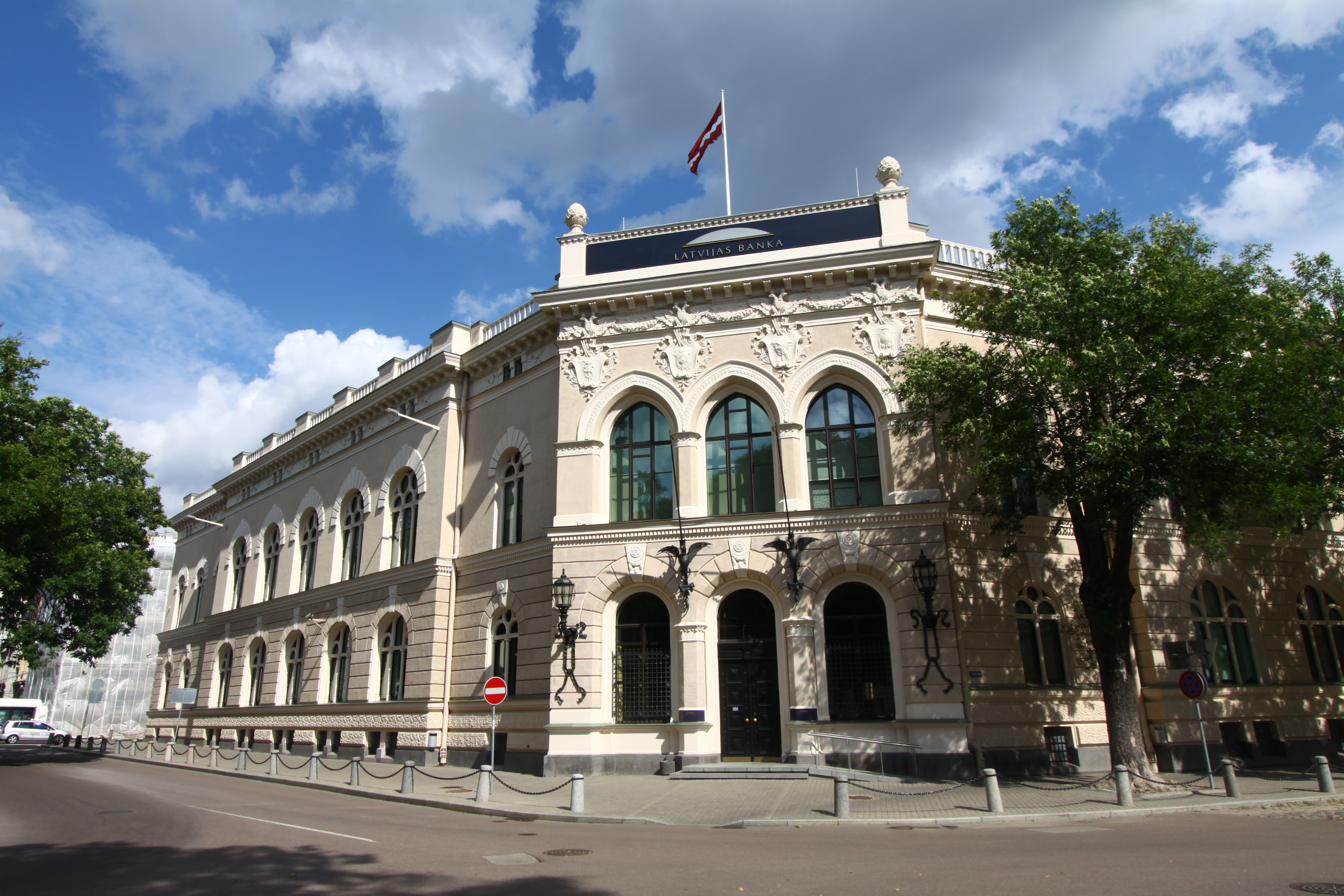
Банк Латвії

500 латвійських рублів з наддруківкою штампу з позначенням номіналу в 10 латів

Латвійський лат (латис. «Lats») — національна валюта Латвії в 1922–1941 роках і в 1993–2014 роках. 
1 лат ділився на 100 сантимів (латис. «Santīms»). Після здобуття незалежності Латвією до 1993 року випускався латвійський рубль. Існували монети в 1, 2, 5, 10, 20, 50 сантимів і в 1 та 2 лати; банкноти — 5, 10, 20, 50, 100 і 500 латів. Символ лата — «LVL», але може бути записаний як «Ls». 1 січня 2014 року Латвія вступила до Єврозони. З 1 по 14 січня 2014 року в обігу були паралельно лати і євро, 1 євро = 0,702804 лата.

## Старий лат (1922—1941 роки)

### Історія
Вперше лат був введений в обіг як національна валюта 3 серпня 1922 року відповідно до закону про гроші. Закон визначав лат як основну грошову одиницю країни, а сантим був визначений як сота частина лата.
На початку 20-х років XX століття під час підготовки до грошової реформи розгорнулась дискусія щодо назви нових грошей. Серед тих, хто підтримував назву «лат», був поет Карліс Скалбе, який запропонував назвати нові купюри латиським словом, до того ж таким, яке «вивело б Латвійську державу в світ і яке народ міг би вимовити, не зламавши язика».
Перша банкнота Латвії номіналом в 10 лат з'явилася 2 листопада 1922 року. Це була тимчасова банкнота — 500 латвійських рублів з наддруківкою штампу з позначенням «10 латів».
Колишня валюта — латвійський рубль — обмінювалася на лат у співвідношенні 50:1. Один лат на момент створення дорівнював 0,2903226 г золота. Для ведення монетарної політики і для вирішення інших фінансових питань 7 вересня 1922 року було засновано Банк Латвії. Він отримав право проведення грошової емісії.
З 1922 року випускалися мідні і нікелеві монети в 1, 2, 5, 10, 20, 50 сантимів. З 1923 року випускалися срібні монети у 1, 2 і 5 латів.
Перші монети Латвії карбувалися в Швейцарії. Потім карбування монет Латвії здійснювалося в Англії, а в березні 1937 року в Ризі був відкритий Монетний двір. У Латвії карбувалися монети тільки в 1 і 2 сантими. Монети решти номіналів карбувалися в Англії.
Монети Латвії тієї пори виготовлялися за ескізами художників Ріхарда Заріньша, Яніса Тілберга і Лудольфса Лібертса.
З 1922 по 1940 рік Банк Латвії випустив банкноти номіналом в 10, 20, 25, 50, 100 і 500 латів. Банкноти, надруковані в Латвії у 1923 році, не мали належних ступенів захисту, тому з 1924 по 1938 рік усі купюри друкувалися в Англії. Винятком стала банкнота в 100 латів, надрукована у 1939 році в Державному видавництві цінних паперів.
Після входження Латвії 5 серпня 1940 року до складу СРСР лат деякий час продовжував перебувати в обігу. З 24 листопада 1940 року в Латвійській РСР паралельно ходили лат і радянський карбованець, які обмінювалися за курсом один до одного. 25 березня 1941 року лат був остаточно замінений на карбованець. З 1940 року банк Латвії став республіканським відділенням Держбанку СРСР.
Усі грошові знаки Латвії 1922—1940 років були забезпечені золотим запасом Банку Латвії.

### Банкноти
У 1923—1940 роках в грошовий обіг Латвії потрапили 16 різних типів банкнот. Банкноти Латвії цього періоду містили гільйоширні елементи, зображалися символи країни, селяни, рибалки, президенти Латвії (Яніс Чаксте, Крішьяніс Вальдемарс і Карліс Улманіс), панорами та краєвиди відомих місць.
Купюра в 20 латів 1924 року вважається однією з найрідкісніших банкнот Латвії. До обігу потрапило приблизно 400 екземплярів. Банкнота була надрукована на замовлення в Британії, але весь випуск містив брак, у зв'язку з чим вона була вилучена з обігу та утилізована.
| Фото  | Фото   | Номінал (латів) | Розмір (мм) | Основний колір               | Опис | Опис | Роки друку          |
| Аверс | Реверс | Номінал (латів) | Розмір (мм) | Основний колір               | Аверс | Реверс | Роки друку          |
| ----- | ------ | --------------- | ----------- | ---------------------------- | --- | --- | ------------------- |
|       |        | 5               | ?           | Коричневий                   | Гільйоширні елементи. Позначення номіналу                                                                                                 | Гільйоширні елементи. Позначення номіналу. Герб Латвії                                                               | 1926                |
|       |        | 5               | 116x64      | Блакитний, сірий, коричневий | Мурьянський міст. Візерункова рамка. Позначення номіналу                                                                                  | Гільйоширні елементи. Позначення номіналу. Герб Латвії                                                               | 1940                |
|       |        | 10              | ?           | Червоний, коричневий         | Гільйоширні елементи. Позначення номіналу                                                                                                 | Гільйоширні елементи. Позначення номіналу. Герб Латвії                                                               | 1925                |
|       |        | 10              | 154х69      | Блакитний, зелений           | Гільйоширні елементи. Позначення номіналу                                                                                                 | Дівчина в національному одязі. У неї в руках колоски пшениці. Гільйоширні елементи. Позначення номіналу. Герб Латвії | 1933 1934 1935      |
|       |        | 10              | 130×70      | Коричневий, синій            | Рибаки. Гільйоширні елементи. Позначення номіналу                                                                                         | Сіяч. Гільйоширні елементи. Позначення номіналу. Герб Латвії                                                         | 1937 1938 1939 1940 |
|       |        | 20              | 135x75      | Чорний, червоний             | Сіяч. Гільйоширні елементи. Позначення номіналу                                                                                           | Гільйоширні елементи. Позначення номіналу. Герб Латвії                                                               | 1924                |
|       |        | 20              | 137x75      | Зелений                      | Портрет Яніса Чаксте. Візерункова рамка. Позначення номіналу                                                                              | Гільйоширні елементи. Позначення номіналу. Герб Латвії                                                               | 1925                |
|       |        | 20              | 164х78      | Коричневий                   | Ризька фортеця. Гільйоширні елементи. Позначення номіналу                                                                                 | Зображення косаря і селянки. Візерункова рамка. Позначення номіналу. Герб Латвії                                     | 1935 1936           |
|       |        | 20              | ?           | Синій                        | Аграрна академія в Єлгаві. Гільйоширні елементи. Позначення номіналу                                                                      | Селянин під час жнив пшениці. Гільйоширні елементи. Позначення номіналу. Герб Латвії                                 | 1940                |
|       |        | 25              | 134х90      | Чорний, синій                | Портрет Крішьяніса Вальдемарса. Шхуна «Юлія Марія», пароплав «Крішьяніс Валдемарс». Панорама Риги. Візерункова рамка. Позначення номіналу | Гільйоширні елементи. Позначення номіналу. Герб Латвії                                                               | 1928                |
|       |        | 25              | 142x76      | Зелений                      | Національний герой Лачплесіс. Гільйоширні елементи. Позначення номіналу                                                                   | Річка Даугава. Гільйоширні елементи. Позначення номіналу. Герб Латвії                                                | 1938                |
|       |        | 50              | ?           | Коричневий, зелений          | Панорама Риги. Гільйоширні елементи. Позначення номіналу                                                                                  | Гільйоширні елементи. Позначення номіналу. Герб Латвії                                                               | 1924                |
|       |        | 50              | 145x80      | Блакитний                    | Портрет Карліса Улманіса. Гільйоширні елементи. Позначення номіналу                                                                       | Гільйоширні елементи. Позначення номіналу. Герб Латвії                                                               | 1934                |
|       |        | 100             | 152x87      | Синій                        | Гільйоширні елементи. Позначення номіналу                                                                                                 | Зображення робітниці і селянки. Гільйоширні елементи. Позначення номіналу. Герб Латвії                               | 1923                |
|       |        | 100             | 150х80      | Червоний                     | Зображення фермерів і дівчинки. Дівчина — алегорія Латвії. Гільйоширні елементи. Позначення номіналу                                      | Вантажні пароплави, вітрильник в гавані. Гільйоширні елементи. Позначення номіналу. Герб Латвії                      | 1939                |
|       |        | 500             | 188x104     | Блакитний, коричневий        | Молодий чоловік в національному одязі. Гільйоширні елементи. Позначення номіналу. Герб Латвії                                             | Сільський пейзаж. Гільйоширні елементи. Позначення номіналу                                                          | 1929                |

| Latvijas Bankas                   | Latvijas Bankas    | Latvijas Bankas                                             |
| Bankas Naudas Zime                | Bankas Naudas Zime | Bankas Naudas Zime                                          |
| Номінал                           | Дата на купюрі     | Підписи відповідальних осіб та нумерація                    |
| Випуск 1923 року                  | Випуск 1923 року   | Випуск 1923 року                                            |
| --------------------------------- | ------------------ | ----------------------------------------------------------- |
| 100 латів                         | 1923               | R. Kalnings Schwede А 000001-110000                         |
| 100 латів                         | 1923               | Celms K. Vanags А 110001-160000                             |
| Випуск 1924 року                  |                    |                                                             |
| 20 латів                          | 1924               | 000000                                                      |
| 50 латів                          | 1924               | 000000                                                      |
| Випуск 1925 року                  |                    |                                                             |
| 20 латів                          | 1925               | 000000                                                      |
| Випуск 1928 року                  |                    |                                                             |
| 25 латів                          | 1928               | Х 000000                                                    |
| Випуск 1929 року                  |                    |                                                             |
| 500 латів                         | 1929               | Х 000000                                                    |
| Випуск 1934 року                  |                    |                                                             |
| 50 латів                          | 1934               | 000000                                                      |
| Випуск 1938—1939 років            |                    |                                                             |
| 25 латів                          | 1938               | Х 000000                                                    |
| 100 латів                         | 1939               | Х 000000                                                    |
| Latvijas Valsts Kases             |                    |                                                             |
| Latvijas Valsts Kases Zime        |                    |                                                             |
| Випуск 1925—1926 років            |                    |                                                             |
| 10 латів                          | 1925               | Karklins Baltgallis Серії A 000000, B 000000                |
| 10 латів                          | 1925               | Basttijanis Kacens Серії C-K 000000                         |
| 10 латів                          | 1925               | Leepinsch Miezis Серії K 000000, L 000000                   |
| 10 латів                          | 1925               | Petrevics Miezis Серії M-T 000000                           |
| 10 латів                          | 1925               | Skujenieks Miezis Серії T 000000, U 000000                  |
| 10 латів                          | 1926               | Х 000000                                                    |
| Випуск 1933—1934 року             |                    |                                                             |
| 10 латів                          | 1933               | J. Annuss J. Skujevics Серії A-G 000000                     |
| 10 латів                          | 1933               | J. Annuss J. Skujevics Серії H 000000                       |
| 10 латів                          | 1934               | J. Annuss J. Skujevics Серії H 000000, J-N 000000, P 000000 |
| 10 латів                          | 1934               | Rimbenieks J. Skujevics Серії R-U 000000                    |
| 10 латів                          | 1934               | Ekis J. Skujevics Серії V 000000, Z 000000                  |
| 10 латів                          | 1934               | Ekis J. Skujevics Серії AA-AH 000000, AJ 000000             |
| Випуск 1935—1937 року             |                    |                                                             |
| 20 латів                          | 1935               | J. Skujevics Серії A-J 000000                               |
| 20 латів                          | 1936               | J. Skujevics Серії R-U 000000                               |
| 10 латів                          | 1937               | J. Skujevics Серії A-Z 000000                               |
| 10 латів                          | 1938               | Ekis J. Skujevics Серії AA-ZZ 000000, BA-BD 000000          |
| 10 латів                          | 1939               | Ekis J. Skujevics Серії BE-BK 000000                        |
| 10 латів                          | 1939               | Valdimas J. Skujevics Серії BL-BZ 000000, CA-CV 000000      |
| 10 латів                          | 1940               | J. Kaminskis J. Skujevics Серії CZ 000000, DA-DM 000000     |
| Випуск 1940 року                  |                    |                                                             |
| 20 латів                          | 1940               |                                                             |
| Latvijas Valsts Kases Mainas Zime |                    |                                                             |
| 5 латів                           | 1940               | K. Karlson Bastijanis Серії A-D 000000                      |
| 5 латів                           | 1940               | Tabaks Bastijanis Серія D 000000                            |
| 5 латів                           | 1940               | Tabaks Bastijanis Серія E 000000                            |

### Монети
У 1922—1939 роках було викарбувано 11 типів обігових монет з міді, нікелю та срібла. На аверсі монет в 1, 2 і 5 сантимів (1922—1935 роки) зображалося позначення номіналу. На аверсі монет в 1, 2 сантими (1937—1939), 10 і 20 сантимів (1922 рік) та 1 і 2 лати — зображалися номінал і рослинний орнамент. На аверсі 50 сантимів (1922 рік) зображалася жінка в національному одязі на шхуні. На монеті в 5 латів — профіль жінки також у національному одязі й колоски пшениці. В народі ця монета дістала назву «Мілда». На реверсі всіх монет цього випуску зображувався герб Латвії. На монеті 5 латів, крім герба, також було позначення номіналу. Гурт монети в 5 латів містив напис: DIEVS *** SVĒTĪ *** LATVIJU ***. Гурт монет-сантимів був плаский. Гурт монет в 1 і 2 лати був рубчастий. На латах зображувався Великий герб Латвії, а на сантимах Малий герб Латвії. Всі монети мали медальне (0°) співвідношення аверсу до реверсу.
Малий тираж монети в 2 сантими 1937 року обумовлений тим, що розмір цієї монети був на 0,5 мм меншим за розмір раніше випущених монет цього номіналу й дорівнював діаметру монети номіналом в 10 сантимів, яку використовували для оплати в телефонах-автоматах. Коли працівники зв'язку за інкасації стали виявляти замість монет в 10 сантимів монети в 2 сантими 1937 року, вони звернулися до Банку Латвії. Випуск монет був припинений. Скільки цих монет залишилося в обігу після припинення їх карбування, офіційно невідомо.
| Зображення (аверс / реверс) | Номінал | Метал              | Діаметр (мм) | Маса (г) | Товщина (мм) | Гурт                            | Аверс                                                            | Реверс                               | Місце карбування                              | Рік        | Тираж       |
| Сантими                     | Сантими | Сантими            | Сантими      | Сантими  | Сантими      | Сантими                         | Сантими                                                          | Сантими                              | Сантими                                       | Сантими    | Сантими     |
| --------------------------- | ------- | ------------------ | ------------ | -------- | ------------ | ------------------------------- | ---------------------------------------------------------------- | ------------------------------------ | --------------------------------------------- | ---------- | ----------- |
|                             | 1       | Мідь               | 17           | 1,65     | 1,2          | Гладкий                         | Малий герб Латвії                                                | Номінал, дата                        | Швейцарія 1922—1924 Велика Британія 1926—1935 | 1922       | 198.415.000 |
| 1923                        | 1       | Мідь               | 17           | 1,65     | 1,2          | Гладкий                         | Малий герб Латвії                                                | Номінал, дата                        | Швейцарія 1922—1924 Велика Британія 1926—1935 | 10         |             |
| 1924                        | 1       | Мідь               | 17           | 1,65     | 1,2          | Гладкий                         | Малий герб Латвії                                                | Номінал, дата                        | Швейцарія 1922—1924 Велика Британія 1926—1935 | 4,990,000  |             |
| 1926                        | 1       | Мідь               | 17           | 1,65     | 1,2          | Гладкий                         | Малий герб Латвії                                                | Номінал, дата                        | Швейцарія 1922—1924 Велика Британія 1926—1935 | 5,000,000  |             |
| 1928                        | 1       | Мідь               | 17           | 1,65     | 1,2          | Гладкий                         | Малий герб Латвії                                                | Номінал, дата                        | Швейцарія 1922—1924 Велика Британія 1926—1935 | 5,000,000  |             |
| 1932                        | 1       | Мідь               | 17           | 1,65     | 1,2          | Гладкий                         | Малий герб Латвії                                                | Номінал, дата                        | Швейцарія 1922—1924 Велика Британія 1926—1935 | 5,000,000  |             |
| 1935                        | 1       | Мідь               | 17           | 1,65     | 1,2          | Гладкий                         | Малий герб Латвії                                                | Номінал, дата                        | Швейцарія 1922—1924 Велика Британія 1926—1935 | 5,000,000  |             |
|                             | 1       | Мідь               | 17           | 1,65     | 1,2          | Гладкий                         | Малий герб Латвії                                                | Номінал, дата                        | Латвія                                        | 1937       | 2,700,000   |
| 1938                        | 1       | Мідь               | 17           | 1,65     | 1,2          | Гладкий                         | Малий герб Латвії                                                | Номінал, дата                        | Латвія                                        | 1,900,000  |             |
| 1939                        | 1       | Мідь               | 17           | 1,65     | 1,2          | Гладкий                         | Малий герб Латвії                                                | Номінал, дата                        | Латвія                                        | 3,400,000  |             |
|                             | 2       | Мідь               | 19,5         | 2,0      | 1,2          | Гладкий                         | Малий герб Латвії                                                | Номінал, дата                        | Швейцарія 1922—1923 Велика Британія 1926—1932 | 1922       | 10,000,000  |
| 1923                        | 2       | Мідь               | 19,5         | 2,0      | 1,2          | Гладкий                         | Малий герб Латвії                                                | Номінал, дата                        | Швейцарія 1922—1923 Велика Британія 1926—1932 | 2          |             |
| 1926                        | 2       | Мідь               | 19,5         | 2,0      | 1,2          | Гладкий                         | Малий герб Латвії                                                | Номінал, дата                        | Швейцарія 1922—1923 Велика Британія 1926—1932 | 5,000,000  |             |
| 1928                        | 2       | Мідь               | 19,5         | 2,0      | 1,2          | Гладкий                         | Малий герб Латвії                                                | Номінал, дата                        | Швейцарія 1922—1923 Велика Британія 1926—1932 | 5,000,000  |             |
| 1932                        | 2       | Мідь               | 19,5         | 2,0      | 1,2          | Гладкий                         | Малий герб Латвії                                                | Номінал, дата                        | Швейцарія 1922—1923 Велика Британія 1926—1932 | 5,000,000  |             |
|                             | 2       | Мідь               | 19 (1937)    | 2,0      | 1,2          | Гладкий                         | Малий герб Латвії                                                | Номінал, дата                        | Латвія                                        | 1937       | 45,000      |
| 19,5 (1939)                 | 2       | Мідь               | 1939         | 2,0      | 1,2          | Гладкий                         | Малий герб Латвії                                                | Номінал, дата                        | Латвія                                        | 5,000,000  |             |
|                             | 5       | Мідь               | 22           | 3,0      | 1,67         | Гладкий                         | Малий герб Латвії                                                | Номінал, дата                        | Швейцарія                                     | 1922       | 15,000,000  |
| 1923                        | 5       | Мідь               | 22           | 3,0      | 1,67         | Гладкий                         | Малий герб Латвії                                                | Номінал, дата                        | Швейцарія                                     | 2          |             |
|                             | 10      | Нікель             | 19           | 3,0      | 1,30         | Гладкий                         | Малий герб Латвії                                                | Номінал, дата                        | Швейцарія                                     | 1922       | 15,000,000  |
|                             | 20      | Нікель             | 21           | 4        | 1,60         | Гладкий                         | Малий герб Латвії                                                | Номінал, дата                        | Швейцарія                                     | 1922       | 15,000,000  |
|                             | 50      | Нікель             | 25           | 6,5      | 1,70         | Гладкий                         | Малий герб Латвії                                                | Жінка в національному одязі на шхуні | Швейцарія                                     | 1922       | 9,000,000   |
| Лати                        |         |                    |              |          |              |                                 |                                                                  |                                      |                                               |            |             |
|                             | 1       | Срібло (835 проба) | 23           | 5,0      | 1,45         | Рифлений                        | Великий герб Латвії                                              | Номінал, рослинний орнамент, дата    | Велика Британія                               | 1923       | ?           |
| 1924                        | 1       | Срібло (835 проба) | 23           | 5,0      | 1,45         | Рифлений                        | Великий герб Латвії                                              | Номінал, рослинний орнамент, дата    | Велика Британія                               | 10,000,000 |             |
|                             | 2       | Срібло (835 проба) | 27           | 10,0     | 1,6          | Рифлений                        | Великий герб Латвії                                              | Номінал, рослинний орнамент, дата    | Велика Британія                               | 1925       | 6,386,000   |
| 1926                        | 2       | Срібло (835 проба) | 27           | 10,0     | 1,6          | Рифлений                        | Великий герб Латвії                                              | Номінал, рослинний орнамент, дата    | Велика Британія                               | 1,114,000  |             |
|                             | 5       | Срібло (835 проба) | 37           | 25,0     | 2,5          | DIEVS *** SVĒTĪ *** LATVIJU *** | Жінка у національному одязі, колоски пшениці, LATVIJAS REPUBLIKA | Великий герб Латвії, номінал, дата   | Велика Британія                               | 1929       | 1,000,000   |
| 1931                        | 5       | Срібло (835 проба) | 37           | 25,0     | 2,5          | DIEVS *** SVĒTĪ *** LATVIJU *** | Жінка у національному одязі, колоски пшениці, LATVIJAS REPUBLIKA | Великий герб Латвії, номінал, дата   | Велика Британія                               | 2,000,000  |             |
| 1932                        | 5       | Срібло (835 проба) | 37           | 25,0     | 2,5          | DIEVS *** SVĒTĪ *** LATVIJU *** | Жінка у національному одязі, колоски пшениці, LATVIJAS REPUBLIKA | Великий герб Латвії, номінал, дата   | Велика Британія                               | 600,000    |             |

## Новий лат (1993—2014 роки)

### Історія
7 травня 1992 року, після відновлення незалежності, на заміну радянському карбованцю в Латвії як тимчасовий платіжний засіб було введено латвійський рубль (який мав у народі назву «репшікі»).
Згодом було оголошено про проведення грошової реформи, основною метою якої стало відновлення лата. Створювалися ескізи паперових купюр-латів. Малюнки для них вибирало спеціальне журі на конкурсній основі. Нова концепція передбачала використання символів і кольорів латвійського середовища і культури. Художниками перших банкнот оновленого лата стали Імант Жоджікс і Валдіс Ошіньш. Усі лати були однакові за розміром — 130×65 мм. Кольорова гама була різноманітною: банкноти друкувались в зеленому, фіолетовому, брунатному, блакитному, червоному та сірому кольорах та їхніх відтінках. 
Латвійські лати мали спрощене оформлення, представлене у вигляді орнаменту, дерев, селянських хатин або кораблів. Купюра в 100 латів стала єдиною, на якій була зображена історична особа — латиський письменник, фольклорист і громадський діяч Кріш'янис Баронс (1835—1923 роки). Він став відомим завдяки колекціонуванню латиських народних пісень. На банкноті вартістю 500 латів також було зображено обличчя селянської дівчини в традиційному національному костюмі. Її зображення також містилося на інших латвійських банкнотах у вигляді водяних знаків. Аверс латів також містив захисну смугу з повторюваним мікротекстом із зазначенням номіналу, що проходила по купюрі праворуч від центру. Голографічна металізована впірнальна захисна смуга містилася й на реверсі купюр.
5 березня 1993 року було оголошено про запровадження нової грошової одиниці — латвійського лата. Першою банкнотою, яка потрапила до обігу, стала купюра номіналом у 5 латів, випущена в Мюнхені. Латвійські рублі обмінювалися в співвідношенні 200:1 і перебували в обігу до 28 червня 1993 року. Банкноти номіналом в 10, 20, 50 і 100 латів надходили в обіг поступово. На завершальному етапі грошової реформи була випущена банкнота номіналом в 500 лат. Реформа завершилася 20 липня 1998 року. Дизайнерами перших монет — сантимів і латів — були Г. Лусіс і Я. Струпуліс.
Розмінні монети Латвії, які з'явилися в 1992 році, карбувалися в Німеччині, а біметалеві монети номіналом у 2 лати в Англії.
Латвійські лати були однією з найдорожчих валют світу. 1 лат дорівнював приблизно 1,85 $, а купюра в 500 латів із зображенням дівчини в традиційному національному костюмі була третьою з найцінніших грошових знаків у світі після банкнот в 10 000 сінгапурських доларів і 1000 швейцарських франків.
10 липня 2012 року Латвія підписала договір з Єврокомісією про партнерство, який передбачав забезпечення заходів щодо переходу країни на євро. З 1 січня 2014 року національною валютою Латвії став євро. Лат вилучався з обігу з 1 по 15 січня 2014 року. Заміна лата на євро відбулася у співвідношенні €1 = LVL 0,702804.

### Банкноти
Латвійські лати друкувалися німецькою фірмою «Giesecke & Devrient». Дизайн нових латвійських банкнот ніколи не змінювався.

| «За винятком вдосконалення знаків захисту, Банк Латвії ніколи не змінював дизайн банкнот латів. Я думаю, що основи, закладені у 1991 і 1992 роках, були на дуже високому рівні і їх, навіть зараз, через 20 років, було б неможливо зробити краще,» — президент Банку Латвії Ілмарс Рімшевічс[13]. |
| Фото  | Фото   | Номінал (латів) | Розмір (мм) | Основний колір | Опис                                         | Опис                           | Роки друку                        |
| Аверс | Реверс | Номінал (латів) | Розмір (мм) | Основний колір | Аверс                                        | Реверс                         | Роки друку                        |
| ----- | ------ | --------------- | ----------- | -------------- | -------------------------------------------- | ------------------------------ | --------------------------------- |
|       |        | 5               | 130 × 65    | Зелений        | Дуб                                          | Вирізьблене сонце на прядці    | 1992, 1996, 2001 2006, 2007, 2009 |
|       |        | 10              | 130 × 65    | Фіолетовий     | Річка Двіна                                  | Сакта (Латвійська броша)       | 1992, 2000, 2008                  |
|       |        | 20              | 130 × 65    | Брунатний      | Традиційна хата                              | Вишита тканина                 | 1992, 2004, 2007 2009             |
|       |        | 50              | 130 × 65    | Блакитний      | Вітрильник                                   | Ключі (історична печатка Риги) | 1992                              |
|       |        | 100             | 130 × 65    | Червоний       | Кріш'янис Баронс                             | Пояс з Лієлварде               | 1992, 2007                        |
|       |        | 500             | 130 × 65    | Сірий          | Дівчина у латвійському національному вбранні | Орнамент з латунних корон      | 1992, 2008                        |

| Номінал                    | Дата на купюрі             | Нумерація                  |
| Latvias Bankas Naudas Zime | Latvias Bankas Naudas Zime | Latvias Bankas Naudas Zime |
| Друк G&D                   | Друк G&D                   | Друк G&D                   |
| Випуски 1992—1998 років    | Випуски 1992—1998 років    | Випуски 1992—1998 років    |
| -------------------------- | -------------------------- | -------------------------- |
| 5 латів                    | 1992                       | Х 000000 Х                 |
| 10 латів                   | 1992                       | Х 000000 Х                 |
| 20 латів                   | 1992                       | Х 000000 Х                 |
| 50 латів                   | 1992                       | Х 000000 Х                 |
| 100 латів                  | 1992                       | Х 000000 Х                 |
| 5 латів                    | 1996                       | Х 000000 Х                 |
| 500 латів                  | 1992                       | Х 000000 Х                 |
| Випуски 2000—2009 років    |                            |                            |
| Друк G&D                   |                            |                            |
| 10 латів                   | 2000                       | Х 000000 Х                 |
| 5 латів                    | 2001                       | Х 000000 Х                 |
| 20 латів                   | 2004                       | Х 000000 Х                 |
| 5 латів                    | 2006                       | Х 000000 Х                 |
| 5 латів                    | 2007                       | Х 000000 Х                 |
| 20 латів                   | 2007                       | Х 000000 Х                 |
| 100 латів                  | 2007                       | Х 000000 Х                 |
| 10 латів                   | 2008                       | Х 000000 Х                 |
| 500 латів                  | 2008                       | Х 000000 Х                 |
| 5 латів                    | 2009                       | Х 000000 Х                 |
| 20 латів                   | 2009                       | Х 000000 Х                 |

### Монети

#### Стандартні монети
У період 1992—2009 років було викарбувано 9 типів стандартних обігових монет. На аверсі монет в 1, 2, 5, 10, 20 сантимів зображалися номінал і орнамент, на 50 сантимах — номінал і рослинний орнамент, на 1 латі — риба і номінал, на 2 латах — корова і номінал. На реверсі всіх монет зображувався герб Латвії і дата випуску. На латах зображувався Великий герб Латвії, а на сантимах — Малий герб Латвії. Усі монети були різні за розмірами (від 15,65 до 26,30 мм), вагою (від 1,60 до 9,50 г) та матеріалом, з якого виготовлені (в основному це сталь, вкрита міддю та сплавом міді, цинку та нікелю).
| Номінал     | Метал                                               | Маса (гр) | Діаметр (мм) | Товщина (мм) | Гурт                              | Місце карбування | Рік  | Тираж      | Фото |
| ----------- | --------------------------------------------------- | --------- | ------------ | ------------ | --------------------------------- | ---------------- | ---- | ---------- | ---- |
| 1 сантим    | сталь, вкрита міддю                                 | 1,60      | 15,65        | 1.1          | плаский                           | Німеччина        | 1992 | 40,000,000 |      |
| 1 сантим    | сталь, вкрита міддю                                 | 1,60      | 15,65        | 1.1          | плаский                           | Німеччина        | 1997 | 40,000,000 |      |
| 1 сантим    | сталь, вкрита міддю                                 | 1,60      | 15,65        | 1.1          | плаский                           | Німеччина        | 2003 | 30,000,000 |      |
| 1 сантим    | сталь, вкрита міддю                                 | 1,60      | 15,65        | 1.1          | плаский                           | Німеччина        | 2005 | 20,000,000 |      |
| 1 сантим    | сталь, вкрита міддю                                 | 1,60      | 15,65        | 1.1          | плаский                           | Німеччина        | 2007 | 25,000,000 |      |
| 1 сантим    | сталь, вкрита міддю                                 | 1,60      | 15,65        | 1.1          | плаский                           | Німеччина        | 2008 | 75,000,000 |      |
| 2 сантими   | сталь, вкрита міддю                                 | 1,90      | 17,00        | 1.2          | плаский                           | Німеччина        | 1992 | 35,000,000 |      |
| 2 сантими   | сталь, вкрита міддю                                 | 1,90      | 17,00        | 1.2          | плаский                           | Німеччина        | 2000 | 35,000,000 |      |
| 2 сантими   | сталь, вкрита міддю                                 | 1,90      | 17,00        | 1.2          | плаский                           | Німеччина        | 2006 | 18,000,000 |      |
| 2 сантими   | сталь, вкрита міддю                                 | 1,90      | 17,00        | 1.2          | плаский                           | Німеччина        | 2007 | 30,000,000 |      |
| 2 сантими   | сталь, вкрита міддю                                 | 1,90      | 17,00        | 1.2          | плаский                           | Німеччина        | 2009 | 50,000,000 |      |
| 5 сантимів  | сплав міді, нікелю та цинку                         | 2,50      | 18,50        | 1.3          | плаский                           | Німеччина        | 1992 | 30,000,000 |      |
| 5 сантимів  | сплав міді, нікелю та цинку                         | 2,50      | 18,50        | 1.3          | плаский                           | Німеччина        | 2006 | 8,000,000  |      |
| 5 сантимів  | сплав міді, нікелю та цинку                         | 2,50      | 18,50        | 1.3          | плаский                           | Німеччина        | 2007 | 15,000,000 |      |
| 5 сантимів  | сплав міді, нікелю та цинку                         | 2,50      | 18,50        | 1.3          | плаский                           | Німеччина        | 2009 | 10,000,000 |      |
| 10 сантимів | сплав міді, нікелю та цинку                         | 3,25      | 19,90        | 1.4          | плаский                           | Німеччина        | 1992 | 30,000,000 |      |
| 10 сантимів | сплав міді, нікелю та цинку                         | 3,25      | 19,90        | 1.4          | плаский                           | Німеччина        | 2008 | 15,000,000 |      |
| 20 сантимів | сплав міді, нікелю та цинку                         | 4,00      | 21,50        | 1.5          | плаский                           | Німеччина        | 1992 | ?          |      |
| 20 сантимів | сплав міді, нікелю та цинку                         | 4,00      | 21,50        | 1.5          | плаский                           | Німеччина        | 2007 | 7,000,000  |      |
| 20 сантимів | сплав міді, нікелю та цинку                         | 4,00      | 21,50        | 1.5          | плаский                           | Німеччина        | 2009 | 10,000,000 |      |
| 50 сантимів | сплав міді, нікелю та цинку                         | 3,50      | 18,80        | 1.7          | рубчастий                         | Німеччина        | 1992 | 15,000,000 |      |
| 50 сантимів | сплав міді, нікелю та цинку                         | 3,50      | 18,80        | 1.7          | рубчастий                         | Німеччина        | 2007 | 4,000,000  |      |
| 50 сантимів | сплав міді, нікелю та цинку                         | 3,50      | 18,80        | 1.7          | рубчастий                         | Німеччина        | 2009 | 5,000,000  |      |
| 1 лат       | мідно-нікелевий сплав                               | 4,80      | 21,75        | 1.8          | плаский з написом                 | Німеччина        | 1992 | 20,000,000 |      |
| 1 лат       | мідно-нікелевий сплав                               | 4,80      | 21,75        | 1.8          | плаский з написом                 | Німеччина        | 2007 | 7,000,000  |      |
| 1 лат       | мідно-нікелевий сплав                               | 4,80      | 21,75        | 1.8          | плаский з написом                 | Німеччина        | 2009 | 25,000,000 |      |
| 2 лати      | мідно-нікелевий сплав                               | 6,0       | 24,33        | 1.8          | плаский з написом                 | Німеччина        | 1992 | 10,000,000 |      |
| 2 лати      | сплав міді, нікелю та цинку/ /мідно-нікелевий сплав | 9,50      | 26,30        | 2.4          | переривчасто-рубчастий з написами | Велика Британія  | 1999 | 5,000,000  |      |
| 2 лати      | сплав міді, нікелю та цинку/ /мідно-нікелевий сплав | 9,50      | 26,30        | 2.4          | переривчасто-рубчастий з написами | Велика Британія  | 2003 | 30,000     |      |
| 2 лати      | сплав міді, нікелю та цинку/ /мідно-нікелевий сплав | 9,50      | 26,30        | 2.4          | переривчасто-рубчастий з написами | Велика Британія  | 2009 | 2,000,000  |      |

#### Монети зі зміненим дизайном
Починаючи з 2001 року, Банк Латвії випускав однолатові монети, які в каталогах і довідниках заведено називати «монетами зі зміненим дизайном». Вони виготовлялися з тих же сплавів, що і звичайні монети для обігу, але меншими тиражами. На їхньому реверсі зображувалися типові представники латвійської флори і фауни, предмети і символи, пов'язані з національними святами. Аверс оформлювався стандартно — містив зображення герба Латвії. Незвичайною була монета, випущена в 2013 році, на реверсі якої містилися номінали одночасно двох валют (Латвія готувалася вступати в зону євро): повертаючи монету на 180 градусів, можна було побачити або номінал 1 лат, або номінал 1,42 євро — в його відношенні до лата. Цю монету в каталогах часто називають «Монетою паритету». Гурт всіх монет мав напис: «LATVIJAS BANKA».
Перелік монет в один лат зі зміненим дизайном 2001—2013 років
| Номінал | Метал                 | Назва                | Маса (гр) | Діаметр (мм) | Товщина (мм) | Гурт              | Художник          | Скульптор          | Місце карбування | Рік  | Тираж     | Фото |
| ------- | --------------------- | -------------------- | --------- | ------------ | ------------ | ----------------- | ----------------- | ------------------ | ---------------- | ---- | --------- | ---- |
| 1 лат   | мідно-нікелевий сплав | Лелека               | 4,80      | 21,75        | 1,8          | плаский з написом | Ольга Шилова      | Ольга Шилова       | Фінляндія        | 2001 | 250,000   |      |
| 1 лат   | мідно-нікелевий сплав | Мураха               | 4,80      | 21,75        | 1,8          | плаский з написом | Давідс Рубінс     | Лігіта Францкевіча | Фінляндія        | 2003 | 250,000   |      |
| 1 лат   | мідно-нікелевий сплав | Гриб                 | 4,80      | 21,75        | 1,8          | плаский з написом | Гунтарс Сієтіньш  | Яніс Струпуліс     | Фінляндія        | 2004 | 500,000   |      |
| 1 лат   | мідно-нікелевий сплав | Спрідітіс            | 4,80      | 21,75        | 1,8          | плаский з написом | Іварс Майлітіс    | Іварс Майлітіс     | Нідерланди       | 2004 | 500,000   |      |
| 1 лат   | мідно-нікелевий сплав | Півень               | 4,80      | 21,75        | 1,8          | плаский з написом | Валдіс Віллерушс  | Лігіта Францкевіча | Велика Британія  | 2005 | 500,000   |      |
| 1 лат   | мідно-нікелевий сплав | Крендель             | 4,80      | 21,75        | 1,8          | плаский з написом | Лаймоніс Шенбергс | Яніс Струпуліс     | Австрія          | 2005 | 500,000   |      |
| 1 лат   | мідно-нікелевий сплав | Дубовий вінок        | 4,80      | 21,75        | 1,8          | плаский з написом | Даце Лієла        | Лігіта Францкевіча | Фінляндія        | 2006 | 500,000   |      |
| 1 лат   | мідно-нікелевий сплав | Шишка                | 4,80      | 21,75        | 1,8          | плаский з написом | Хенріхс Воркалс   | Яніс Струпуліс     | Фінляндія        | 2006 | 1,000,000 |      |
| 1 лат   | мідно-нікелевий сплав | Сакта у вигляді сови | 4,80      | 21,75        | 1,8          | плаский з написом | Арвід Предіте     | Яніс Струпуліс     | Австрія          | 2007 | 1,000,000 |      |
| 1 лат   | мідно-нікелевий сплав | Сніговик             | 4,80      | 21,75        | 1,8          | гладкий з написом | Дайна Лапіня      | Лігіта Францкевіча | Австрія          | 2007 | 1,000,000 |      |
| 1 лат   | мідно-нікелевий сплав | Латаття              | 4,80      | 21,75        | 1,8          | плаский з написом | Олександр Чаїдзе  | Лаура Медне        | Фінляндія        | 2008 | 1,000,000 |      |
| 1 лат   | мідно-нікелевий сплав | Сажотрус             | 4,80      | 21,75        | 1,8          | плаский з написом | Дайна Лапіня      | Лаура Медне        | Фінляндія        | 2008 | 1,000,000 |      |
| 1 лат   | мідно-нікелевий сплав | Кільце Намейса       | 4,80      | 21,75        | 1,8          | плаский з написом | Ілзе Лібете       | Байба Шиме         | Німеччина        | 2009 | 1,000,000 |      |
| 1 лат   | мідно-нікелевий сплав | Різдвяна ялинка      | 4,80      | 21,75        | 1,8          | плаский з написом | Арвід Предіте     | Лігіта Францкевіча | Німеччина        | 2009 | 1,000,000 |      |
| 1 лат   | мідно-нікелевий сплав | Жаба                 | 4,80      | 21,75        | 1,8          | плаский з написом | Едгар Фолк        | Яніс Струпуліс     | Німеччина        | 2010 | 1,000,000 |      |
| 1 лат   | мідно-нікелевий сплав | Підкова вниз         | 4,80      | 21,75        | 1,8          | плаский з написом | Франческа Кірке   | Лаура Медне        | Німеччина        | 2010 | 500,000   |      |
| 1 лат   | мідно-нікелевий сплав | Підкова вгору        | 4,80      | 21,75        | 1,8          | плаский з написом | Франческа Кірке   | Лаура Медне        | Німеччина        | 2010 | 500,000   |      |
| 1 лат   | мідно-нікелевий сплав | Пивна чарка          | 4,80      | 21,75        | 1,8          | плаский з написом | Юріс Дімітерс     | Андріс Варпа       | Нідерланди       | 2011 | 1,000,000 |      |
| 1 лат   | мідно-нікелевий сплав | Пряникове серце      | 4,80      | 21,75        | 1,8          | плаский з написом | Рута Брієде       | Лаура Медне        | Нідерланди       | 2011 | 1,000,000 |      |
| 1 лат   | мідно-нікелевий сплав | Їжак                 | 4,80      | 21,75        | 1,8          | плаский з написом | Андріс Вітоліньш  | Лаура Медне        | Німеччина        | 2012 | 1,000,000 |      |
| 1 лат   | мідно-нікелевий сплав | Різдвяні дзвіночки   | 4,80      | 21,75        | 1,8          | плаский з написом | Холгерс Елерс     | Лаура Медне        | Німеччина        | 2012 | 1,000,000 |      |
| 1 лат   | мідно-нікелевий сплав | Кокле                | 4,80      | 21,75        | 1,8          | плаский з написом | Анна Хеїнріхсоне  | Лігіта Францкевіча | Німеччина        | 2013 | 1,000,000 |      |
| 1 лат   | мідно-нікелевий сплав | Монета паритету      | 4,80      | 21,75        | 1,8          | плаский з написом | Ілмар Блумберг    | Яніс Струпуліс     | Австрія          | 2013 | 500,000   |      |

#### Пам'ятні і ювілейні монети
Банк Латвії випускав пам'ятні та ювілейні монети двох категорій: з дорогоцінних (золото — номінали в 1, 5, 10, 20, 100 латів, срібло — номінали в 1, 5, 10, 20 латів та біметалеві номіналом в 1 лат) і недорогоцінних (мідно-нікелевий сплав — номінали в 1 і 2 лати) металів. Пам'ятні та ювілейні монети карбувалися з 1993 року, коли були випущені 3 монети, присвячені 75-річчю державності Латвії. У зв'язку з відсутністю в країні власного монетного двору всі монети карбувалися за кордоном.
Станом на квітень 2014 року було випущено 99 різновидів монет, у тому числі 3 з мідно-нікелевого сплаву, 83 зі срібла 925-ї проби, 3 із золота 583-ї проби, 7 із золота 999-ї проби і 3 біметалевих (сплав зі срібла та ніобія).

### Режим валютного курсу

Графік валютного курсу відносно євро з 1999 до 2014 року (лат за одне євро).

З 1 січня 2005 року курс лата був прив'язаний до євро в співвідношенні 0,702804:1, яке проіснувало до введення в Латвії загальноєвропейської валюти. Для реалізації плану прив'язки лата до євро з 2 травня 2005 року лат включили в Європейський механізм підтримки обмінних курсів. Офіційно курс валюти, включеної до цього механізму, не може відхилятися від фіксованого більше, ніж на 15 %. З моменту прив'язки до євро фактичне відхилення курсу лата від заданого становило не більше 1 %. Курси інших валют (рубля, долара, фунта) до лата залежали від зміни курсу цих валют до євро.